# Nachts ging das Telefon
Nachts ging das Telefon ist ein deutsches Filmlustspiel aus dem Jahre 1962. Unter der Regie von Géza von Cziffra spielen Gunther Philipp, Elke Sommer, Günter Pfitzmann und Ingrid Andree die Hauptrollen.

## Handlung
Waldemar Meineke, ein Angestellter eines US-amerikanischen Großunternehmers, dessen Geschäfte er in Hamburg vertritt, ist in heller Aufregung. Sein Boss Th. Th. Th. Meyer aus den Vereinigten Staaten hat sich mitsamt Gattin und blondem Töchterlein angesagt. Doch der gedenkt nicht, sich in der Hansestadt dem grauen Wetter auszusetzen; vielmehr will Meyer mit seiner Yacht vor der Côte d’Azur kreuzen und lädt aus diesem Grunde Filialleiter Meineke nebst Gattin an die sonnendurchflutete Mittelmeerküste nach Saint-Tropez ein. Beide Männer, die sich nie zuvor sahen, haben einen denkbar schlechten Einstand bei ihrer Kennenlernphase: es kommt auf einem südfranzösischen Postamt zu einer heftigen Prügelei, aus der Meyer mit einem blauen Auge hervorgeht. Doch dies ist erst der Anfang einer Reihe von turbulenten Verwicklungen, an denen die kapriziöse Bekannte seiner Frau Renate, Mabel Meyer, durch deren Fürsprache Meineke einst überhaupt erst seinen Posten erhalten hatte, und Meinekes eilfertiger Prokurist Robert Bullinger auch ihren Anteil haben. 
Nachdem Meineke erfahren hat, wem er das Veilchen verpasst hat, möchte er am liebsten abtauchen und gibt seinem Kumpel „Bulli“ Bullinger die Anweisung, sich ab sofort für ihn auszugeben. Meyer ist derweil auf der Suche nach Meineke; nicht aber, um ihn zu feuern, sondern weil er gegenüber seiner Frau Mary in Erklärungsnot ist, die glaubt, dass er sich die Blessuren von der verführerischen femme fatale Dolly Dobbs eingefangen habe. Die ist nämlich eine frühere Geliebte ihres Gatten. Waldemar soll nämlich gegenüber der eifersüchtigen Gattin die Schlägerei bestätigen. Bulli hat derweil die kesse Meyer-Tochter kennen gelernt und entwickelt rasch ein Faible für das Fräulein Mabel. Als Meyer die Meinekes mitsamt Bullinger auf die Yacht zur Kreuzfahrt einlädt, beginnt das Chaos auf seinen Höhepunkt zuzusteuern. Meineke hat sich inzwischen im Gesicht optisch verändert, in der Hoffnung, von Meyer nicht als der Schläger vom Amt identifiziert zu werden. Um mit dem Rollentausch nicht aufzufallen, muss nun „Bulli“ als Waldemar Meineke die Kabine mit Meinekes Gattin teilen, was weder dem echten Meineke noch Bullinger recht ist, da dieser viel lieber das Laken mit Mabel Meyer teilen würde. Die wiederum muss glauben, dass der junge Mann, der mit ihr die ganze Zeit heftig geflirtet hat, ein amoralischer und vor allem verheirateter Mistkerl ist. Nach einigem Durcheinander klärt sich schließlich alles auf, und man schließt allgemein Frieden miteinander. Waldemar kann endlich wieder zurück zu seiner Renate, und Prokurist Bullinger hat nunmehr freie Bahn bei Mabel.

## Produktionsnotizen
Nachts ging das Telefon entstand Mitte 1962, passierte die FSK-Prüfung am 24. Oktober 1960 und wurde am 2. November 1962 in Frankfurt am Main uraufgeführt. 
Die Filmbauten stammen aus den Händen von Gabriel Pellon und Oskar Pietsch.
Der Film ist ein Remake des Schwanks Der falsche Adam, den Cziffra sieben Jahre zuvor ebenfalls gedreht hatte. Loni Heuser spielte in beiden Versionen die Gattin des US-Millionärs Meyer.

## Kritik
In Filme 1962/64 ist folgendes zu lesen: „Nur bedingt unterhaltsame Situationskomik … Offensichtlich um moralische Sauberkeit bemüht, aber vielfach am Rande des Möglichen spekulierend.“
Im Lexikon des Internationalen Films heißt es: „…wenig originelles Verwechslungslustspiel.“